# Cratere Kirs
Kirs  è un cratere sulla superficie di Marte.